# Jerónimo Helguera
Jerónimo Helguera o Gerónimo de Helguera (Buenos Aires, Virreinato del Río de la Plata, 17 de octubre de 1794 - Copiapó, Chile, diciembre de 1838) fue un militar argentino, que participó en la guerra de independencia y en las guerras civiles argentinas.

## Guerra de Independencia
Hijo de un oficial de marina español peninsular, se enroló en las milicias como cadete a fines de 1806, y participó como ayudante contra las Invasiones Inglesas siendo cadete del cuerpo de Patricios.
Se incorporó a la Expedición de Belgrano al Paraguay en 1810. Participó en el ataque al puesto de observación paraguayo de Campichuelo donde, por méritos, ascendió al grado de teniente segundo. En la batalla de Paraguarí, integró la vanguardia que penetró en el pueblo y fue rodeada cayendo prisionero. Al terminar la campaña, Velasco lo trasladó, con otros prisioneros, de Asunción a Montevideo. Fue liberado en un canje después de la batalla de Las Piedras (1811).
Regresó a Buenos Aires y marchó con Belgrano a Rosario donde presenció la creación y proclamación de la Bandera Argentina. Posteriormente se incorporó al Ejército del Norte. Combatió en la batalla de Tucumán y fue elegido por Belgrano para llevar la noticia de la victoria a Buenos Aires, lo que logró en 6 días. Regresó al norte y luchó en Salta, Vilcapugio y Ayohuma.
Participó en la tercera expedición auxiliadora al Alto Perú como segundo jefe del Regimiento de Patricios, luchando en Puesto del Marqués, Venta y Media y Sipe Sipe. Siguió en el Ejército del Norte hasta su disolución en 1820. En el ínterin, se casó con una joven tucumana, y formó su hogar en esa provincia.

## Guerras civiles
Durante el motín de Arequito fue tomado prisionero por las fuerzas de Bustos. Se trasladó a Buenos Aires y ejerció como edecán de Belgrano, a quien acompañó en el momento de su muerte.
Se puso a órdenes del coronel Lamadrid, y lo acompañó en la defensa contra las avanzadas federales, poco después de la batalla de Cañada de la Cruz. A órdenes de Manuel Dorrego hizo la campaña contra Santa Fe y participó en el asalto de San Nicolás; después de la batalla llevó los prisioneros a Buenos Aires. Formó parte de las fuerzas que derrotaron la sublevación del coronel Manuel Pagola, por lo que fue ascendido a teniente coronel. Acompañó a Lamadrid en su campaña contra Francisco Ramírez en Santa Fe, y participó en las dos derrotas que les impuso éste. Fue dado de baja por la reforma de Bernardino Rivadavia en febrero de 1822.
En 1822 se radicó en Tucumán. Tras un corto regreso al ejército, pasó a Salta en febrero de 1825, para participar en la campaña del gobernador Arenales al Alto Perú. Prestó servicios en esa provincia hasta principios de 1826, en que fue elegido diputado al congreso de Buenos Aires por la provincia de Tucumán. Fue uno de los que votaron la constitución unitaria de 1826, pero que las provincias, en su gran mayoría, se negaron a acatar.
Regresó a Tucumán, donde vivió alejado de la política un tiempo. En 1831 participó en la preparación del ejército de Lamadrid, con el cual enfrentó en la batalla de La Ciudadela a Facundo Quiroga. Tras la derrota se exilió en Bolivia junto al exgobernador tucumano Javier López.
En junio de 1834 formó parte de las fuerzas que invadieron la provincia de Tucumán junto a Ángel López, sobrino del caudillo unitario. Fue derrotado, arrestado y condenado a muerte. La condena fue cambiada por la de destierro gracias a un discurso en su favor del joven Juan Bautista Alberdi y a la intervención de Mariano Fragueiro.
En 1836 fue condenado a muerte acusado por conspirar contra en gobierno del general Heredia. Por la intervención de los doctores Alberdi y Fragueiro se consiguió su indulto pero debió exilarse en Chile. Se exilió en Copiapó, donde se estableció como comerciante. Perdió todos sus bienes por un incendio intencional causado por un deudor, que así se libró de las deudas que tenía con él. Falleció en Copiapó el 19 de diciembre de 1838.
Una calle de la ciudad de Buenos Aires y otra en La Tablada, partido de La Matanza, recuerdan a este militar. Esta última arteria cuenta con una plaza a la que popularmente se la conoce como placita de Helguera, pero su nombre oficial es plaza Gral San Martín.
También en la Ciudad de Córdoba, zona sur, una calle lleva su nombre dando domicilio al Parque Industrial para el Comercio Internacional, donde se encuentran el Depósito Fiscal de la Cámara de Comercio Exterior de Córdoba.